# Branky
Branky (deutsch Branek) befindet sich etwa sechs Kilometer von Valašské Meziříčí und ist Mitglied der Mikroregion Valašskomeziříčsko-Kelečsko in mährischen Zlínský kraj (Tschechien). Die Einwohner lebten vor allem von der Landwirtschaft und Viehzucht.
Die erste Erwähnung stammt aus dem Jahr 1270 durch den Olmützer Bischof Bruno von Schauenburg.